# Саут-Казін

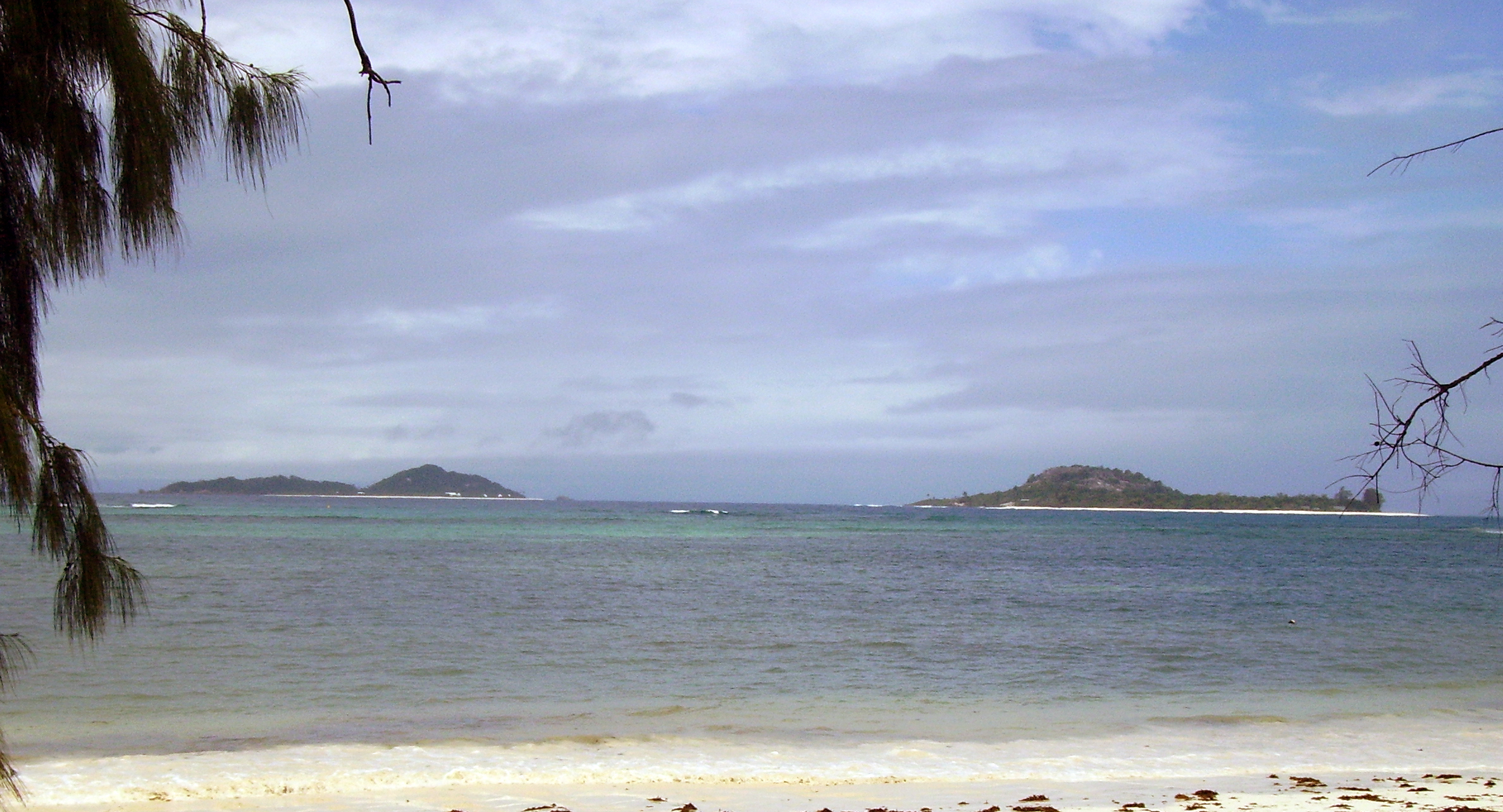
Вид на о-ви Норт-Казін (справа) та Саут-Казін (зліва) з о. Праслен

Саут-Казін (англ. Cousine / Cousin S.) — невеликий гранітний острів в Індійському океані, з Північно-Східної групи Сейшельських островів. Розташований за 6 км на захід від острова Праслен. Найближчий острів — Норт-Казін на сході. Довжина острова становить 990 м, ширина — 400 м.

## Історія
Саут-Казін був відкритий у XVIII столітті та колонізований французькими поселенцями у 1787 році. Завезені колоністами коти та собаки швидко знищили тубільні види тварин, а створення плантацій тютюну та кокосів призвело до різкого зменшення місцевої рослинності, що також прискорило занепад фауни острова.
У 1992 році острів Саут-Казін придбав бізнесмен з Південно-Африканської Республіки, який поставив собі за мету повернути острову первісний вигляд. Спершу усі немісцеві тварини (коти, кури тощо) були вивезені на Праслен, тоді ж почалося знищення усіх немісцевих рослин — тютюну, кавових дерев, спецій, бамбука. Незабаром острів був включений до програми збереження природи Сейшел та визнаний «регіоном, важливим для птахів» (Important Bird Area).

## Природа
Фауна острова включає низку ендемічних видів птахів — сейшельського шама-дрозда (Copsychus sechellarum), Acrocephalus sechellensi та Foudia sechellarum. На острові також гніздяться морські птахи — клинохвості буревісники (Puffinus pacificus), білохвості фаетони (Phaethon lepturus), Anous tenuirostris та звичайні білі крячки (Gygis alba). Є популяція завезених альдабрських черепах, іноді на берегах Саут-Казіна відкладають яйця морські черепахи-бісса. Рослинність острова є результатом екстенсивної реабілітаційної програми, яка передбачала насаджування місцевої флори та видалення іноземних видів. З 1995 року тут було висаджено понад 2 тис. дерев.
Для фінансування проекту відновлення флори та фауни острова Саут-Казін тут був відкритий невеликий курорт класу люкс, який може розмістити до 10 гостей. Курорт складається з чотирьох вілл у французькому колоніальному стилі, зведених на узбережжі. Персонал курорту нараховує 16 осіб.
Станом на 2012 рік острів Саут-Казін є третім за вартістю приватним островом у світі.